# Johnny Tillotson
Johnny Tillotson (Jacksonville, 20 de abril de 1938 – Los Angeles, 1 de abril de 2025) foi um cantor e compositor americano. O auge de sua popularidade foi na década de 1960, quando emplacou diversos hits nas paradas musicais, incluindo "Poetry in Motion" e "It Keeps Right On A-Hurtin'".

## Discografia

### Singles
| Ano  | Single                                                  | Posição nas paradas | Posição nas paradas | Posição nas paradas | Posição nas paradas | Posição nas paradas | Posição nas paradas | Álbum                            |
| Ano  | Single                                                  | 100+ EUA            | R&B EUA             | Country EUA         | AC EUA              | CAN                 | Reino Unido         | Álbum                            |
| ---- | ------------------------------------------------------- | ------------------- | ------------------- | ------------------- | ------------------- | ------------------- | ------------------- | -------------------------------- |
| 1958 | "Dreamy Eyes" / "Well I'm Your Man"*                    | 63 / 87*            | —                   | —                   | —                   | —                   | —                   | Johnny Tillotson (EP)            |
| 1958 | "I'm Never Gonna Kiss You" (com Genevieve)              | —                   | —                   | —                   | —                   | —                   | —                   | Single only                      |
| 1959 | "True True Happiness"                                   | 54                  | —                   | —                   | —                   | —                   | —                   | Johnny Tillotson (EP)            |
| 1960 | "Why Do I Love You So"                                  | 42                  | —                   | —                   | —                   | —                   | —                   | This Is Johnny Tillotson         |
| 1960 | "Earth Angel" / "Pledging My Love"*                     | 57 / 63*            | —                   | —                   | —                   | —                   | —                   | This Is Johnny Tillotson         |
| 1960 | "Poetry in Motion"                                      | 2                   | 27                  | —                   | —                   | —                   | 1                   | This Is Johnny Tillotson         |
| 1961 | "Jimmy's Girl"                                          | 25                  | —                   | —                   | —                   | —                   | 43                  | This Is Johnny Tillotson         |
| 1961 | "Without You"                                           | 7                   | —                   | —                   | —                   | —                   | —                   | Johnny Tillotson's Best          |
| 1962 | "Dreamy Eyes" (relançamento)                            | 35                  | —                   | —                   | —                   | —                   | —                   | Johnny Tillotson's Best          |
| 1962 | "It Keeps Right On a-Hurtin'"                           | 3                   | 6                   | 4                   | —                   | —                   | 31                  | It Keeps Right On a-Hurtin'      |
| 1962 | "Send Me the Pillow You Dream On"                       | 17                  | —                   | 11                  | 5                   | —                   | 21                  | It Keeps Right On a-Hurtin'      |
| 1962 | "What'll I Do?"                                         | 106                 | —                   | —                   | —                   | —                   | —                   | It Keeps Right On a-Hurtin'      |
| 1962 | "I'm So Lonesome I Could Cry"                           | 89                  | —                   | —                   | —                   | —                   | —                   | It Keeps Right On a-Hurtin'      |
| 1962 | "I Can't Help It (If I'm Still in Love With You)"       | 24                  | —                   | —                   | 8                   | —                   | 41                  | It Keeps Right On a-Hurtin'      |
| 1963 | "Out of My Mind"                                        | 24                  | —                   | —                   | 11                  | —                   | 34                  | Greatest                         |
| 1963 | "You Can Never Stop Me Loving You"                      | 18                  | —                   | —                   | 4                   | —                   | —                   | Judy, Judy, Judy                 |
| 1963 | "Talk Back Trembling Lips"                              | 7                   | —                   | —                   | 6                   | —                   | —                   | Talk Back Trembling Lips         |
| 1963 | "Funny How Time Slips Away"                             | 50                  | —                   | —                   | 16                  | —                   | —                   | It Keeps Right On a-Hurtin'      |
| 1964 | "I'm a Worried Guy"                                     | 37                  | —                   | —                   | —                   | —                   | —                   | Talk Back Trembling Lips         |
| 1964 | "Please Don't Go Away"                                  | 112                 | —                   | —                   | —                   | —                   | —                   | Talk Back Trembling Lips         |
| 1964 | "I Rise, I Fall"                                        | 37                  | —                   | —                   | —                   | —                   | —                   | The Tillotson Touch              |
| 1964 | "Worry"                                                 | 45                  | —                   | —                   | 5                   | 36                  | —                   | The Tillotson Touch              |
| 1964 | "She Understands Me"                                    | 31                  | —                   | —                   | 4                   | 25                  | —                   | She Understands Me               |
| 1965 | "Angel"                                                 | 51                  | —                   | —                   | —                   | 33                  | —                   | Johnny Tillotson Sings           |
| 1965 | "Then I'll Count Again"                                 | 86                  | —                   | —                   | —                   | —                   | —                   | That's My Style                  |
| 1965 | "Heartaches by the Number"                              | 35                  | —                   | —                   | 4                   | 14                  | —                   | That's My Style                  |
| 1965 | "Our World"                                             | 70                  | —                   | —                   | —                   | 23                  | —                   | Johnny Tillotson Sings           |
| 1966 | "I Never Loved You Anyway"                              | —                   | —                   | —                   | —                   | —                   | —                   | Johnny Tillotson Sings           |
| 1966 | "Country Boy"                                           | —                   | —                   | —                   | —                   | —                   | —                   | Johnny Tillotson Sings Tillotson |
| 1966 | "What Am I Gonna Do"                                    | —                   | —                   | —                   | —                   | —                   | —                   | No Love at All                   |
| 1966 | "Open Up Your Heart"                                    | —                   | —                   | —                   | —                   | —                   | —                   | Single only                      |
| 1966 | "Christmas Country Style"                               | —                   | —                   | —                   | —                   | —                   | —                   | The Christmas Touch              |
| 1967 | "Tommy Jones"                                           | —                   | —                   | —                   | —                   | —                   | —                   | Here I Am                        |
| 1967 | "Don't Tell Me It's Raining"                            | —                   | —                   | —                   | —                   | —                   | —                   | Here I Am                        |
| 1967 | "You're the Reason"                                     | —                   | —                   | 48                  | —                   | —                   | —                   | The Best of Johnny Tillotson     |
| 1968 | "I Can Spot a Cheater"                                  | —                   | —                   | 63                  | —                   | —                   | —                   | Apenas no formato single         |
| 1968 | "Why So Lonely"                                         | —                   | —                   | —                   | —                   | —                   | —                   | Apenas no formato single         |
| 1968 | "Letter to Emily"                                       | —                   | —                   | —                   | —                   | —                   | —                   | Apenas no formato single         |
| 1969 | "Tears on My Pillow"                                    | —                   | —                   | —                   | —                   | 94                  | —                   | Tears on My Pillow               |
| 1969 | "Joy to the World"                                      | —                   | —                   | —                   | —                   | —                   | —                   | Tears on My Pillow               |
| 1969 | "Raining in My Heart"                                   | —                   | —                   | —                   | —                   | —                   | —                   | Tears on My Pillow               |
| 1970 | "Susan"                                                 | —                   | —                   | —                   | —                   | —                   | —                   | Apenas no formato single         |
| 1970 | "I Don't Believe in If Anymore"                         | —                   | —                   | —                   | —                   | —                   | —                   | Apenas no formato single         |
| 1971 | "Apple Bend"                                            | —                   | —                   | —                   | —                   | —                   | —                   | Johnny Tillotson (1970)          |
| 1971 | "Welfare Hero"                                          | —                   | —                   | —                   | —                   | —                   | —                   | Johnny Tillotson (1970)          |
| 1971 | "Make Believe"                                          | —                   | —                   | —                   | —                   | —                   | —                   | Apenas em formato single         |
| 1973 | "Your Love's Been a Long Time Comin'"                   | —                   | —                   | —                   | —                   | —                   | —                   | Apenas em formato single         |
| 1973 | "If You Wouldn't Be My Lady"A                           | —                   | —                   | —                   | —                   | —                   | —                   | Apenas em formato single         |
| 1973 | "I Love How She Needs Me"                               | —                   | —                   | —                   | —                   | —                   | —                   | Apenas em formato single         |
| 1974 | "Till I Can't Take It Anymore"                          | —                   | —                   | —                   | —                   | —                   | —                   | Apenas em formato single         |
| 1975 | "Mississippi Lady"                                      | —                   | —                   | —                   | —                   | —                   | —                   | Apenas em formato single         |
| 1975 | "Right Here in Your Arms"                               | —                   | —                   | —                   | —                   | —                   | —                   | Apenas em formato single         |
| 1976 | "Summertime Lovin'"                                     | —                   | —                   | —                   | —                   | —                   | —                   | Johnny Tillotson (1977)          |
| 1977 | "Toy Hearts"                                            | —                   | —                   | 99                  | —                   | —                   | —                   | Johnny Tillotson (1977)          |
| 1979 | "Poetry in Motion" (relançamento) / "Princess Princess" | —                   | —                   | —                   | —                   | —                   | 67                  | Singles only                     |
| 1984 | "Lay Back in the Arms of Someone"                       | —                   | —                   | 91                  | —                   | —                   | —                   | Singles only                     |

- A"If You Wouldn't Be My Lady" alcançou a 77ª colocação nas paradas coutry no Canadá.

### Álbuns
| Ano  | Álbum                            | EUA |
| ---- | -------------------------------- | --- |
| 1959 | This Is Johnny Tillotson         | —   |
| 1960 | Johnny Tillotson (EP)            | —   |
| 1962 | It Keeps Right On a-Hurtin'      | 8   |
| 1963 | You Can Never Stop Me Loving You | —   |
| 1964 | Talk Back Trembling Lips         | 48  |
| 1964 | The Tillotson Touch              | —   |
| 1964 | She Understands Me               | 148 |
| 1965 | That's My Style                  | —   |
| 1965 | Johnny Tillotson Sings           | —   |
| 1966 | No Love at All                   | —   |
| 1966 | The Christmas Touch              | —   |
| 1966 | Johnny Tillotson Sings Tillotson | —   |
| 1967 | Here I Am                        | —   |
| 1969 | Tears on My Pillow               | —   |
| 1970 | Johnny Tillotson                 | —   |
| 1977 | Johnny Tillotson                 | —   |
| 2009 | Victoria's The Little Merboy     | —   |

### Coletâneas
| Ano  | Álbum                             | EUA |
| ---- | --------------------------------- | --- |
| 1962 | Johnny Tillotson's Best           | 120 |
| 1968 | The Best of Johnny Tillotson      | —   |
| 1972 | The Very Best of Johnny Tillotson | —   |
| 1977 | Greatest                          | —   |
| 1984 | Scrapbook                         | —   |
| 1990 | All the Early Hits - and More!!!! | —   |